# 江永华
江永華（1973年9月7日—），籍贯為黑龙江鸡西，中國自行車運動員，曾於1997年退役，2001年復出。

## 生涯
江永華於1989年在黑龙江体工三队開始接受自行車運動的訓練，教练為潘洪顺。其後在短短5年後就入選國家隊，李红心是江永華的教練。其後在1999年江永華轉至北京队，其教练為王永庆。
江永華曾奪得全国自行车锦标赛女子500米计时赛冠军、全国自行车冠军赛女子500米计时赛冠军、九運會女子500米计时赛金牌。2002年，分別奪得了世界杯场地自行车总决赛女子500米计时赛冠军、亚运会女子500米计时赛冠军。1年後在世界场地自行车锦标赛中的女子500米计时赛項目中排名第五、全国自行车锦标赛女子500米计时赛冠军。
2004年，江永華在世界场地自行车锦标赛中，在女子500米计时赛項目中贏得了一個亚军。另外，首次參加奧運的她又在雅典奧運的女子500米个人计时赛項目中以34秒112摘下了一面银牌，落後金牌得主只有0.16秒的距離。該面銀牌是中國在該屆奧運中的唯一一面自行車項目的獎牌。
2005年，江永華在十運會的场地500米计时赛項目中，不敵辽宁以及吉林選手，最終以34秒874獲得一面銅牌。
江永華本來希望能參加2008年北京奧運會。然而國際自行車聯合會于2006年取消了奧運會女子自行車500米計時賽，參賽無望的江永華只能選擇退役，其後出任北京自行車隊副領隊。